# I kto to mówi 2
I kto to mówi 2 (ang. Look Who's Talking Too) – amerykański film komediowy z 1990 roku. Film jest kontynuacją komedii I kto to mówi z 1989 roku

## Fabuła
Dalsze losy Mollie, Jamesa i małego Mikeya. Rodzina powiększa się o kolejne dziecko. Jednak mały Mikey nie jest z tego powodu zadowolony. Czuje się zazdrosny, a zazdrość ta staje się źródłem konfliktów z młodszą siostrą.
Podobnie jak w pierwszej części osobami komentującymi wydarzenia są kilkumiesięczne dzieci.

## Obsada
- Kirstie Alley – Mollie Ubriacco
- John Travolta – James Ubriacco
- Bruce Willis – Mikey (głos)
- Olympia Dukakis – Rosie
- Roseanne Barr – Julie (głos)
- Elias Koteas – Stuart
- Twink Caplan – Rona
- Neal Israel – Pan Ross
- Gilbert Gottfried – Joey
- Damon Wayans – Eddie (głos)
- Lorne Sussman – Mikey Ubriacco
- Danny Pringle – Eddie